# Belmont County (Ohio)
Belmont County er et county i den amerikanske delstat Ohio. Amtet ligger i østlige del af delstaten, og det grænser op imod Harrison County i nord, Jefferson County i nordøst, Monroe County i syd Noble County i sydvest og mod Guernsey County i vest. Amtet grænser også op imod delstaten West Virginia i øst.
Belmont Countys totale areal er 1.402 km², hvoraf 10 km² er vand. I 2000 havde amtet 70.226 indbyggere. Administrationscentret ligger i byen St. Clairsville.
Amtet blev grundlagt i 1801.

## Historie
I 1976 blev Belmont County det første amerikanske amt, der valgte en kvindelig sherif, Katherine Crumbly.

## Demografi
Ifølge folketællingen fra 2000, boede der 70.226 personer i amtet. Der var 28.309 husstande med 19.250 familier. Befolkningstætheden var 50 personer pr. km². Befolkningens etniske sammensætning var som følger: 94,98 % hvide, 3,64% afroamerikaner, 0,14% indianer, 0,30% asiatisk oprindelse, 0,02% stillehavesørene, 0,11% anden oprindelse og 0,16% fra to eller flere grupper.
Der var 28.309 husstande, hvoraf 28,30% havde børn under 18 år boende. 53,10% var ægtepar, som boede sammen, 11,20% havde en enlig kvindelig forsøger som beboer, og 32,00% var ikke-familier. 28,70% af alle husstande bestod af enlige, og i 15,10% af tilfældene boede der en person som var 65 år eller ældre.
Gennemsnitsindkomsten for en hustand var $29.714 årligt, mens gennemsnitsindkomsten for en familie var på $37.538 årligt.

## Eksterne Henvisninger
- Wikimedia Commons har flere filer relateret til Belmont County (Ohio)